# 분모의 실수화
분모의 실수화는 분모에 허수 또는 복소수가 있을 때 그 켤레복소수를 곱하여 분모를 실수로 고치는 과정을 의미한다.
이때, 분모가 무리수가 된다면 또 번거롭겠지만, 분모의 유리화를 해 주어야 한다.

## 예
{\displaystyle {\frac {1}{i}}=} {\displaystyle i}의 켤레복소수는 {\displaystyle {\overline {i}}=-i}이므로 {\displaystyle {\frac {1}{i}}={\frac {1}{i}}\times {\frac {-i}{-i}}={\frac {1\times -i}{-i^{2}}}={\frac {-i}{1}}=-i}와 같이 분모가 실수화가 된다.
또, {\displaystyle {\frac {1}{-i}}}는 {\displaystyle {\overline {-i}}=i}이므로 {\displaystyle {\frac {1}{-i}}\times {\frac {i}{i}}={\frac {1\times i}{-i^{2}}}={\frac {i}{1}}=i}와 같이 된다.

## 예(2)
{\displaystyle {\frac {4+7i}{4-7i}}={\frac {4+7i}{4-7i}}\times {\frac {4+7i}{4+7i}}={\frac {(4+7i)^{2}}{(4+7i)(4-7i)}}={\frac {16+56i-49}{4^{2}-(7i)^{2}}}={\frac {56i-33}{16+49}}={\frac {56i-33}{65}}}.

## 실수화 공식
분모의 실수화를 할 때의 공식은 {\displaystyle a,b\neq 0,a,b,c,d\in \mathbb {R} }일 때, {\displaystyle {\frac {c+di}{a+bi}}={\frac {(c+di)(a-bi)}{(a+bi)(a-bi)}}={\frac {ac+(ad-bc)i+bd}{a^{2}+b^{2}}},i={\sqrt {-1}}}이다.
위의 3개의 예시를 이 공식으로 실수화하면, 
1. {\displaystyle {\frac {1}{i}}={\frac {1\times -i}{i\times -i}}={\frac {-i}{-i^{2}}}={\frac {-i}{1}}=-i}이다.
2. {\displaystyle {\frac {1}{-i}}={\frac {1\times i}{-i\times i}}={\frac {i}{-i^{2}}}={\frac {i}{1}}=i}이다.
3. {\displaystyle {\frac {4+7i}{4-7i}}={\frac {16+(28-(-28))i-49}{4^{2}+(-7)^{2}}}={\frac {-33+56i}{65}}}이다.
따라서 이 공식을 무작정 외우기보다는 이해하려고 해야 하고, 이해하는데 오래 걸리더라도 외우려고만 하지 않으면 된다.